# Arktos (konsttidskrift)

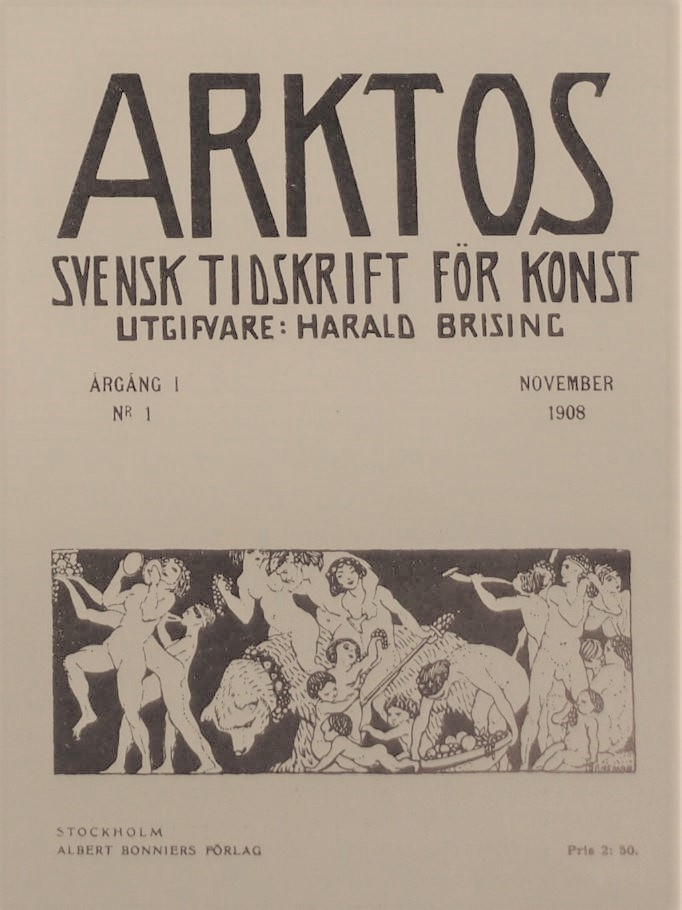
Tidskriften Arktos första nummer

Arktos var en svensk tidskrift om konst som gavs ut 1908-1909 av Albert Bonniers förlag. Tidskriftens redaktör, Harald Brising, förklarade i första numret att syftet var att presentera och förklara nya strömningar i svensk och europeisk konst. I tidskriften fanns även artiklar om äldre tiders konst. Man ville påvisa släktskapet mellan den nya konsten och konst under antiken och i andra världsdelar.
Namnet Arktos kommer liksom ordet arktis från det grekiska ordet för björn, αρκτος . Titeln antyder det nordliga. Tidskriftens första nummer pryddes av en teckning gjord av Axel Törneman. En motvillig björn dras in i ett Dionysoståg där den nordiska björnen tyglas av upprymda bacchanter. Så skulle också den nordiska konsten befruktas av en dionysisk konsttradition.
Brising knöt unga och radikala konstskribenter till tidningen: August Brunius, Sigurd Curman, Axel Romdahl, Johnny Roosval och Erik Wettergren. Man skrev om måleri, textilkonst, stadsplanering och om andra konstformer. I tidskriften fanns recensioner av aktuella utställningar i Stockholm. Wilhelm Uhde rapporterade från Paris. Varje nummer var rikt illustrerat.
Redan efter ett år och sex nummer tvingades Brising av ekonomiska skäl att ge upp. I dagspressen konstaterades att det ”alltså icke [fanns] tillräcklig publik hos oss för en så pass ståtligt anlagd konsttidskrift” och att ”Tidskriften har närmast varit organ för det nu unga släktet af svenska konstforskare och museimän”.
Arktos var ett av flera försök kring sekelskiftet att skapa en nordisk konsttidskrift. 1874-1877 hade Tidskrift för bildande konst och konstindustri getts ut i Stockholm. I Köpenhamn hade den nordiska tidskriften Kunstbladet gjort två kortvariga försök. 1910 försökte förlaget Fröléen & Co i Stockholm med en mer populärt hållen konsttidskrift, Konst och konstnärer. Den lyckades överleva lite längre, 1910-1914.